# Minería genómica
En bioinformática, la minería genómica se define como el análisis computacional de datos de secuencias nucleotídicas basado en la comparación y reconocimiento de patrones conservados. Bajo esta definición, cualquier método computacional que implique la búsqueda y predicción de propiedades fisiológicas o metabólicas se considera parte de la minería genómica. El enfoque específico de la minería genómica, aplicada a los productos naturales (NPs), se centra en la identificación de clústeres de genes biosintéticos (BGCs) de NPs.
En otras palabras, la minería genómica es una estrategia in silico de búsqueda y predicción de características metabólicas de los organismos basada en sus secuencias genómicas, sin necesariamente requerir conocimiento bioquímico previo. La minería genómica ha facilitado la identificación de nuevos candidatos de genes responsables de la síntesis de productos de interés en diversos genomas así como del entendimiento de la lógica biosintética de innumerables BGCs y sus relaciones evolutivas.

## Historia
El término “minería genómica” hace referencia a la fiebre del oro de California de 1849 (conocida como California gold rush), un período histórico en el que un gran número de inmigrantes llegaron a los alrededores de San Francisco, California, en busca de oro en los sedimentos de los ríos. De manera análoga, en los miles de genomas secuenciados disponibles hoy en día, que podríamos comparar con los sedimentos de los ríos, existe una riqueza en forma de genes para la biosíntesis de NPs, que ofrece la posibilidad de obtener grandes beneficios.
Desde la antigüedad, los NPs han sido usados por el ser humano para su beneficio, principalmente en el tratamiento de enfermedades. Los primeros registros del uso de NPs datan del año 2600 a. C. en Mesopotamia, donde se usaban aceites vegetales para tratar la tos, el resfriado y la inflamación. De manera similar, egipcios, chinos, griegos, hindús, romanos y árabes obtenían extractos con propiedades medicinales derivadas de la herbolaria de su región mediante técnicas rudimentarias, sin conocimiento detallado de la química detrás de dichas infusiones. Sin embargo, el descubrimiento de la penicilina marcó una gran diferencia en la historia de los NPs, iniciando una revolución científica en la búsqueda de nuevas moléculas con actividad antimicrobiana y, consecuentemente, en la producción de fármacos. A esta época se le conoce como la era dorada de los antibióticos, comprendida entre 1930 y 1970, periodo durante el cual se descubrieron la mayoría de los NPs utilizados hoy en día con fines terapéuticos y agronómicos.

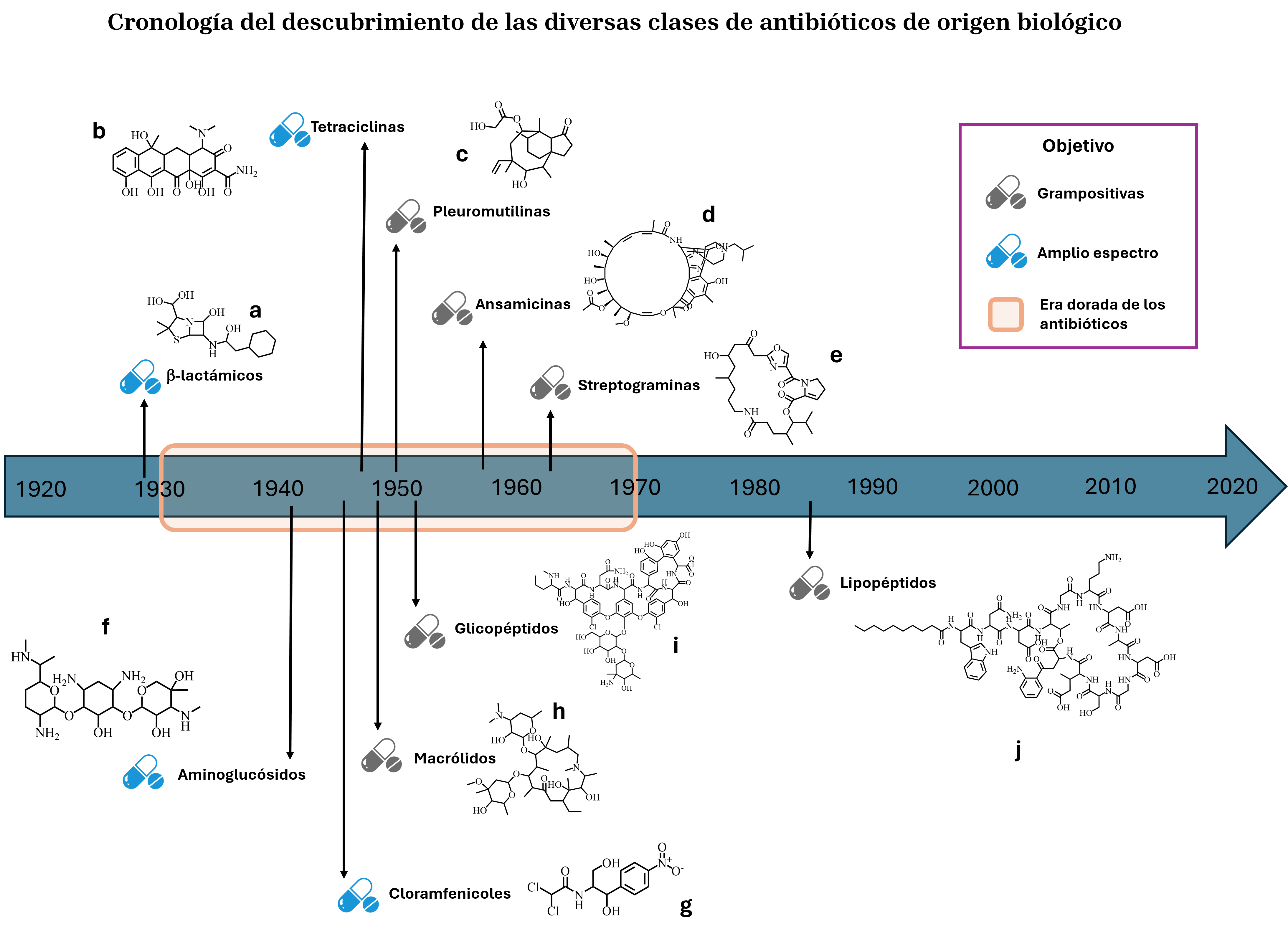
Cronología del descubrimiento de las diversas clases de antibióticos de origen biológico y el tipo de bacteria al que hacen frente.

La cronología del descubrimiento de diversas clases de antibióticos de origen biológico, refleja este periodo de intensa actividad científica. Desde las últimas dos décadas del siglo XX, los estudios genéticos se centraron cada vez más en el uso de las tecnologías de secuenciación. La proliferación de proyectos de secuenciación, así como la distribución y almacenamiento de secuencias genómicas de microorganismos en bases de datos, pronto permitió el estudio de estas secuencias para la identificación de las rutas metabólicas del metabolismo especializado y, posteriormente, para la identificación de genes biosintéticos no caracterizados previamente.
Con las secuencias completas de varias bacterias y hongos principalmente, los científicos descubrieron el potencial inexplorado en estos genomas. Este hallazgo fue el punto de partida para la concepción de la minería genómica.

## ¿Qué son los productos naturales?

Los productos naturales pueden ser producidos por bacterias, hongos, plantas y animales. La cafeína es producida por Coffea arabica (planta). Las psitacofulvinas son pigmentos responsables de los colores rojo brillante, naranja y amarillo específicos de los loros (animal). La ergotamina es una molécula comparte similitud con algunos neurotransmisores, y es un producto químico que se obtiene a partir del cornezuelo (hongo). La kanamicina es un aminoglucósido producido por Streptomyces kanamyceticus (Bacteria), utilizado para tratar infecciones bacterianas.

Los NPs son moléculas orgánicas de bajo peso molecular que abarcan una amplia y diversa gama de entidades químicas con múltiples funciones biológicas. Estas moléculas pueden ser producidas por bacterias, hongos, plantas y animales. A diferencia de los compuestos esenciales para el metabolismo primario, los NPs son productos del metabolismo especializado, con alta especificidad en cuanto a los organismos y vías que los producen. Asi mismo, requieren condiciones fisiológicas muy específicas para su producción, lo que sugiere que, aunque no son indispensables para las funciones básicas del organismo, confieren ventajas adaptativas, aumentando las probabilidades de supervivencia del organismo productor. Los NPs pueden actuar como quelantes de metales, inhibidores de enzimas, antibióticos, moléculas de señalización, entre otros.
Los NPs también son conocidos como metabolitos secundarios, un término acuñado por fisiólogos vegetales y popularizado por J. D. Bu’Lock en 1961, para referirse a los NPs microbianos.  La diversidad y complejidad estructural de los NPs han despertado gran interés y en ocasiones, desconcertado a los científicos en sus esfuerzos por aislar y caracterizar estas moléculas. Su estudio ha revelado no solo su importancia ecológica y evolutiva, sino también su potencial biotecnológico. Es así que gracias al desarrollo de nuevas tecnologías, actualmente se conocen más de 126,000 NPs provenientes de diversas fuentes.
Los NPs por tanto, desempeñan roles variados, que pueden analizarse desde dos perspectivas principales:
1. Función biológica: Se refiere al papel que juega la molécula en el organismo productor. Algunos metabolitos actúan por ejemplo como moléculas de señalización en la comunicación entre comunidades biológicas complejas.[18] En esencia, los NPs permiten a los organismos producir y detectar señales químicas que desencadenan respuestas fisiológicas según la naturaleza de la molécula, confiriendo ventajas adaptativas al organismo productor.[19]
2. Función antropocéntrica: Se centra en la utilidad de los NPs para los seres humanos, incluido su uso en medicina, agricultura y otras áreas, por ejemplo, antibióticos, anticancerígenos, inmunosupresores, insecticidas o herbicidas.

Históricamente, los NPs derivados de bacterias han desempeñado un papel crucial en el desarrollo de compuestos medicinales y agrícolas, convirtiéndose el filo Actinomycetota en una fuente bastante versátil de antibióticos. Estas bacterias producen aproximadamente dos tercios de los antibióticos de origen natural, así como una amplia gama de fármacos con propiedades antineoplásicas, antihelmínticas, antifúngicas e inmunosupresoras.
A pesar de los éxitos iniciales en el descubrimiento de nuevos NPs, los científicos se han enfrentado a un estancamiento en la identificación de compuestos novedosos, con redescubrimientos frecuentes de moléculas conocidas. Sin embargo, la genómica y la bioinformática han revelado un potencial de NPs aún no descubiertos. Aunque la identificación de estos compuestos requiere esfuerzos intensificados, la minería genómica ha acelerado su exploración y explotación.

## Clasificación de los productos naturales
En la actualidad, se conocen más de 126,000 NPs que provienen de diversas fuentesy clasificados en 6 grupos principales (Tabla 1).
Estos grupos se definen según su estructura química, las enzimas involucradas en su síntesis, los precursores utilizados y las modificaciones finales que experimentan. La clasificación nos ayuda a comprender mejor la diversidad de los productos naturales.
| Clase                                                                             | Descripción | Ejemplo      |
| --------------------------------------------------------------------------------- | --- | ------------ |
| Policétidos (PKs)                                                                 | Los policétidos son moléculas orgánicas que presentan una cadena repetitiva de grupos cetona ( >C=O) y metil ( >CH2). Su biosíntesis se asemeja a la síntesis de ácidos grasos y es fundamental para su diversidad. Estas moléculas versátiles se encuentran en bacterias, hongos, plantas y organismos marinos. Ejemplos relevantes son la eritromicina, un antibiótico utilizado en infecciones respiratorias, y la lovastatina, un fármaco hipolipemiante que reduce el colesterol. En resumen, los policétidos tienen una estructura basada en la repetición de grupos cetona y metileno, con aplicaciones médicas y farmacológicas significativas. | Eritromicina |
| Péptidos no-ribosomales (NRPs)                                                    | Los NRPs son una familia de productos naturales que se diferencian de los péptidos ribosomales debido a su síntesis no lineal. Su estructura principal se basa en módulos no-ribosomales, que incluyen tres dominios clave: Adenilacion, acarreador de acilos y dominio de condensación. Ejemplos relevantes incluyen a la Daptomicina, un antibiótico ampliamente utilizado en infecciones diversas. Su estructura NRP contribuye a su actividad antimicrobiana. La Ciclosporina es un inmunosupresor utilizado en trasplantes de órganos. Su estructura NRP es crucial para su función. En resumen, los NRPs presentan una estructura modular no lineal y desempeñan un papel importante en la medicina y la biología química . | Daptomicina  |
| Péptidos sintetizados ribosomalmente y modificados post-traduccionalmente (RiPPs) | Los péptidos sintetizados ribosomalmente y modificados post-traduccionalmente (RiPPs) son una clase diversa de productos naturales de origen ribosómico. Estos péptidos se producen en los ribosomas y luego experimentan modificaciones enzimáticas después de su síntesis. Históricamente, los RiPPs se estudiaban individualmente, pero en 2013 se establecieron pautas uniformes de nomenclatura para estos productos naturales. Los RiPPs incluyen ejemplos como Microcina J25, un RiPP antibacteriano producido por Escherichia coli, y Nisina, un RiPP con actividad antimicrobiana producido por Lactococcus lactis. Su diversidad y aplicaciones siguen siendo objeto de estudio continuo . | Nisina Z     |
| Sacáridos                                                                         | Los sacáridos producidos en el metabolismo secundario bacteriano son moléculas que se sintetizan por diversos mecanismos y luego experimentan modificaciones enzimáticas posteriores basados en la adición de carbohidratos. Dos ejemplos notables son la kanamicina, un aminoglucósido producido por Streptomyces kanamyceticus, utilizado para tratar infecciones bacterianas, y la estreptomicina, otro aminoglucósido producido por Streptomyces griseus, que fue uno de los primeros antibióticos utilizados para tratar la tuberculosis. Aunque su uso ha disminuido debido a la resistencia bacteriana, sigue siendo importante en algunos casos. | Kanamicina   |
| Terpenos                                                                          | Tradicionalmente se han considerado derivados del 2-metil-butadieno, más conocido como isopreno. Aunque se les ha relacionado con el isopreno, en realidad los terpenos no derivan directamente del isopreno, ya que este nunca se ha encontrado como producto natural. El verdadero precursor de los terpenos es el ácido mevalónico, que proviene del acetil coenzima A. Los terpenos se originan por polimerización enzimática de dos o más unidades de isopreno, ensambladas y modificadas de muchas maneras diferentes. La mayoría de los terpenos tienen estructuras multicíclicas, que difieren no solo en grupo funcional, sino también en su esqueleto básico de carbono. Estos compuestos son el principal constituyente de los aceites esenciales de algunas plantas y flores, como el limonero y el naranjo. Cumplen diversas funciones en las plantas, como formar parte de la clorofila, los pigmentos carotenoides, las hormonas giberelina y ácido abscísico, y aumentar la fijación de proteínas a las membranas celulares mediante la isoprenilación. Además, los terpenos se utilizan en medicina tradicional, aromaterapia y como posibles agentes farmacológicos. Dos ejemplos notables de terpenos son el limoneno, presente en la cáscara de los cítricos y utilizado en perfumería y productos de limpieza, y los hopanoides, compuestos pentacíclicos similares a los esteroles, cuya función principal es conferir rigidez a la membrana plasmática en procariontes. | Diplopterol  |
| Alcaloides                                                                        | Los alcaloides son una clase de compuestos orgánicos básicos y naturales que contienen al menos un átomo de nitrógeno. Se derivan principalmente de aminoácidos y se caracterizan por su hidrosolubilidad a pH ácido y su solubilidad en solventes orgánicos a pH alcalino. Estos compuestos se encuentran en una variedad de organismos, como plantas, hongos y bacterias. Los alcaloides tienen una amplia gama de actividades farmacológicas, como la Quinina, utilizada contra la malaria, y la Efedrina, un broncodilatador. Además, algunos alcaloides, como el BE-54017 poseen una estructura inusual, ya que presenta un esqueleto indenotryptolina, raramente observado en otros bis-indoles, sin embargo, su aplicación específica no está bien documentada. | BE-54017     |

## Emergencia de Patógenos Multirresistentes
La resistencia a los antibióticos es un desafío urgente en la medicina moderna, con estimaciones de alrededor de 5 millones de muertes por infecciones debidas a bacterias resistentes a múltiples antibióticos cada año. Se proyecta que esta cifra aumentará a 10 millones por año para 2050 si la velocidad de propagación de la resistencia antimicrobiana continúa superando el desarrollo de nuevos antibióticos. Los antibióticos, de origen natural o sintético, son fundamentales para prevenir y tratar las infecciones bacterianas. Sin embargo, las bacterias pueden desarrollar resistencia a antibióticos mediante mutaciones, especialmente en respuesta al uso de estos fármacos. Cada día, nuevos mecanismos de resistencia aparecen y se propagan por todo el mundo, complicando el tratamiento de infecciones como la neumonía, la tuberculosis, la septicemia, la gonorrea y las enfermedades transmitidas por alimentos. La pérdida de eficacia de los antibióticos conlleva a aumentos en los costos médicos, prolongación de estancias hospitalarias y un incremento en la mortalidad.
En regiones donde los antibióticos se pueden adquirir sin receta médica, el uso excesivo por parte de la población contribuye al aumento de la resistencia. Si no tomamos medidas urgentes, pronto nos enfrentaremos a una era post-antibióticos, donde infecciones comunes y lesiones menores podrían volver a ser causas de mortalidad. Seis especies bacterianas, conocidas como patógenos ESKAPE, son particularmente peligrosas y resistentes a los medicamentos, lo que representa una amenaza crítica para la salud, la seguridad alimentaria y el desarrollo a nivel mundial.
En los últimos tiempos, la industria biotecnológica ha intensificado la búsqueda de compuestos capaces de combatir patógenos multiresistentes. Sin embargo, el descubrimiento de nuevos antibióticos con fines comerciales ha disminuido en las últimas tres décadas. Esto se debe a varias causas como los altos costos de desarrollo, limitaciones de patentes, la breve ventana de exclusividad antes de que los productos se vuelvan genéricos y la dificultad para encontrar antibióticos efectivos contra organismos resistentes. A pesar de ello, las investigaciones han progresado. Innovaciones en química combinatoria, exploración de la biodiversidad, biología de sistemas, minería genómica e inteligencia artificial están abriendo caminos prometedores para el desarrollo de nuevos fármacos, brindando esperanza en la lucha contra las infecciones multiresistentes.

## Grupos de genes biosintéticos del metabolismo secundario

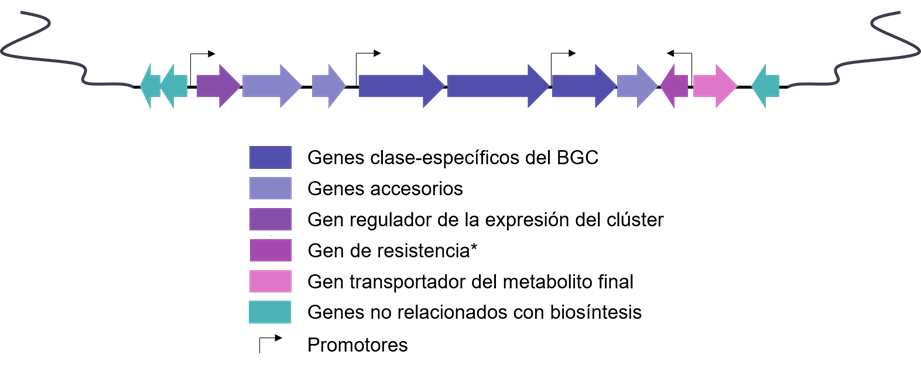
Arreglo general de un grupo de genes biosintéticos en bacterias

Un grupo de genes biosintéticos (BGC por la siglas en inglés de biosynthetic gene clusters) se define como un conjunto de genes cuyas funciones están asociadas a la biosíntesis, regulación y transporte de un determinado metabolito. Además, los BGCs pueden incluir genes responsables de la modificación del producto y de la resistencia a las moléculas resultantes de la ruta biosintética. En bacterias, los genes que conforman un BGC generalmente están organizados de manera contigua en un mismo locus del cromosoma, facilitando su co-regulación.
En un BGC, los genes funcionan de manera coordinada, como una línea de ensamblaje, donde cada enzima codificada desempeña una función específica, tales como la biosíntesis, condensación, deshidrogenación, oxidorreducción, transferencia, epimerización o ciclación. Estas enzimas moldean la estructura final del metabolito particular.
Además, existen otros tipos de elementos que pueden estar presentes en los BGCs:
1. Genes de regulación: Codifican proteínas que controlan la expresión del BGC, a menudo en respuesta a estímulos ambientales o cambios en el desarrollo celular.[44]
2. Genes de transporte: Codifican proteínas que llevan el metabolito dentro o fuera de la célula.[45]
3. Promotores: Regiones no codificantes que actúan como sitios de anclaje para la ARN polimerasa durante la transcripción, determinando la orientación y posición de la transcripción del ARN mensajero.[46]

Los BGCs se clasifican de acuerdo a la función de sus genes y su especificidad por sustratos. Al comparar diversos clústeres, ciertos genes están siempre presentes en los BGCs de una misma clase, denominados genes específicos de clase, los cuales determinan la estructura base del NP final. Otros genes, conocidos como genes accesorios, se encuentran adyacentes y contribuyen a la modificación de esta estructura base al agregar grupos funcionales diferentes o cambiar su conformación.

## Principales clases de BGCs
Cada clase de BGC se distingue por los tipos de genes esenciales y accesorios que la componen. Estos genes siguen una lógica específica durante su expresión. A continuación, se describe la lógica biosintética de las clases más comunes de BGCs de productos naturales conocidos: PKSs, NRPSs, RIPPs y terpenos.

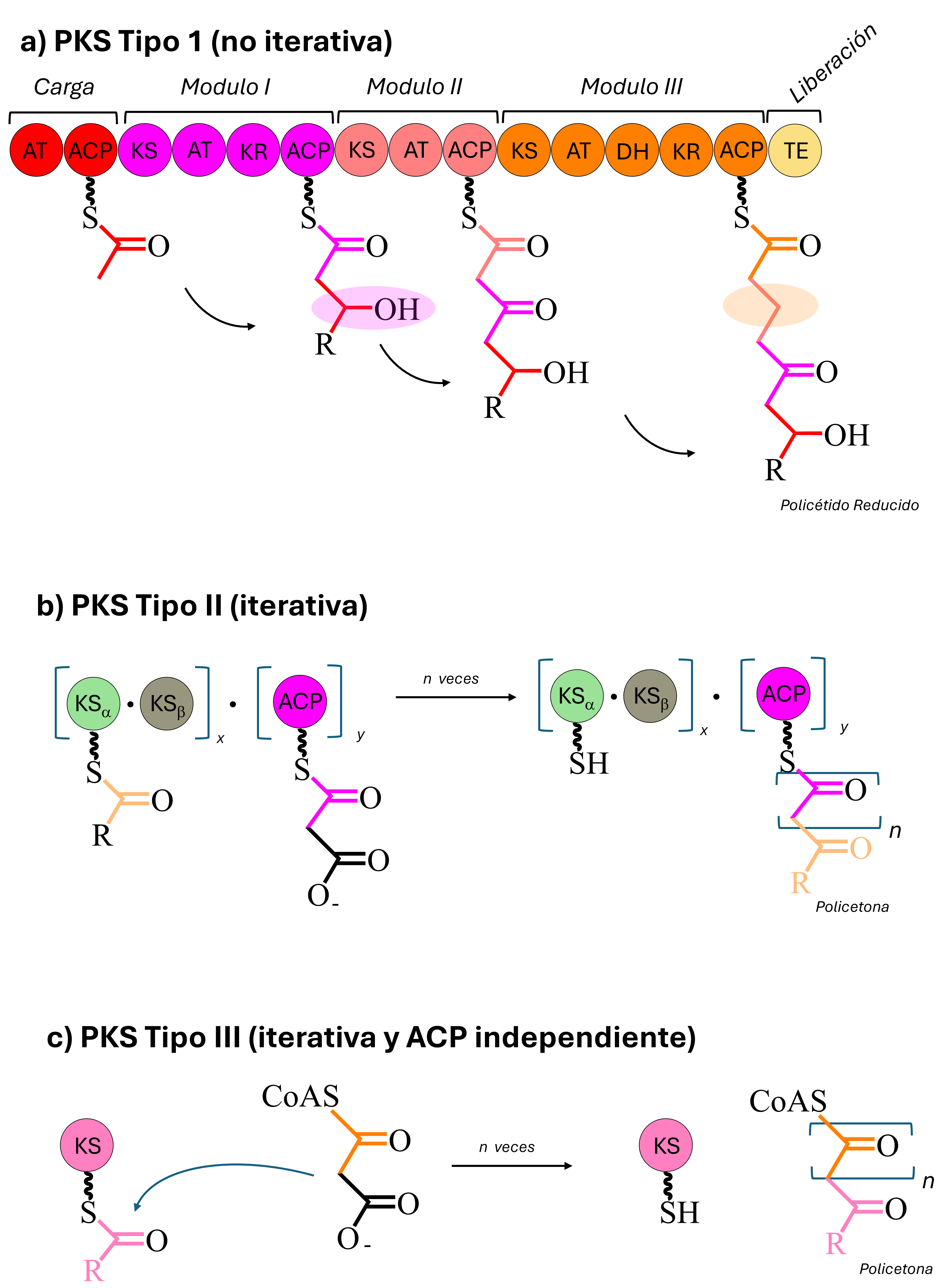
Esquema de los tipos de PKSs existentes.

### Policétido sintasas (PKSs)
Los policétidos son moléculas orgánicas complejas cuya estructura fundamental está formada por unidades de acetato y/o propionato. Las enzimas responsables de ensamblar estos componentes se denominan policétido sintasas (PKSs).
Las policétido sintasas (PKSs) son grandes proteínas enzimáticas con una organización peculiar. Estas enzimas se estructuran en dos niveles; módulos y dominios. Cada enzima PKS puede tener 2 o 3 módulos, y cada módulo consta de al menos 3 dominios esenciales:
- Acil-transferasa (AT): Atrae los sustratos (monómeros) correctos para incorporarlos a la cadena.[51]
- Proteína acarreadora de grupos acilo (ACP): Lugar donde ocurre el ensamblaje. Está unida a una molécula de 4-fosfopanteteína, que se enlaza covalentemente con los monómeros cargados en la cadena.[52]
- β-ceto-acil-sintasa (KS): Cataliza la reacción de condensación tipo thiol-Claisen descarboxilativa entre los sustratos del dominio AT y el precursor unido al dominio ACP.[53]

Estos dominios son esenciales para construir la cadena base del policétido. Sin embargo, la diversidad de policétidos en la naturaleza depende de la presencia de dominios accesorios que modifican esta estructura básica. Estos dominios opcionales pueden ser de ceto-reducción (KR), deshidratación (DH) o enoil-reducción (ER). Además, al menos una PKS en el clúster debe contener un dominio de terminación (TE) o reducción (Red) que indica el final de la elongación del policétido correspondiente. El número de módulos y el tipo de dominios en las PKSs determinan la estructura final del metabolito.
La iteración, o repetición en la incidencia de veces que los dominios actúan para seguir elongando la cadena también tienen mucho que ver en el tipo y longitud de policetido que se produce. De hecho el que una PKS sea o no iterativa se toma como base fundamental para su clasificación (Tabla 2).
| Tipo de PKS                   | Sustratos precursores                   | Producto             | Organismos                                         |
| ----------------------------- | --------------------------------------- | -------------------- | -------------------------------------------------- |
| Modular Tipo I (no iterativa) | ACP, varias unidades de extensión       | Reducido             | Bacterias y protistas                              |
| Iterativa Tipo I              | ACP, solo unidades de malonil-CoA       | Aromático y Reducido | Principalmente hongos, algunas bacterias           |
| (Iterativa) Tipo II           | ACP, solo unidades de malonil-CoA       | Reducido             | Exclusivamente bacterias                           |
| (Iterativa) Tipo III          | Acyl-CoA, solo unidades de malonil-CoA* | Reducido             | Principalmente plantas, algunas bacterias y hongos |
| PKS-NRPS híbrido              | ACP, malonil-CoA, aminoácidos           | Variable             | Bacterias (modular) y hongos (itetativa)           |

### Sintetasas de péptidos no-ribosomales (NRPSs)
Los péptidos no-ribosomales son una de las clases de metabolitos más comunes y relevantes en la naturaleza. Ejemplos notables incluyen la vancomicina (con propiedades bactericidas), la enterobactina (un sideróforo) y la ciclosporina (un inmunosupresor). La característica compartida por estas moléculas es que están compuestas por la unión de residuos de aminoácidos o sus derivados. Sin embargo, a diferencia de los péptidos sintetizados por los ribosomas, estos péptidos no siguen esa ruta. En cambio, las sintetasas de péptidos no-ribosomales (NRPSs) son las enzimas responsables de ensamblar estas moléculas. Al igual que las PKSs, las NRPSs son grandes enzimas organizadas en módulos y dominios.

Biosíntesis de un NPs ficticio llamado "fakeomycin", que es de la clase NRPS con un dominio de ciclación (Cy). Los pasos para la produccion de NRPS estan codificados en grupos de genes biosintéticos

Los dominios de las NRPSs cumplen funciones similares a los de las PKSs. 
Los dominios esenciales son:
- Adenilación (A): Selecciona y activa los sustratos mediante una reacción ATP-dependiente para producir acil-adenilatos.[65]
- Proteína acarreadora de peptidilos (PCP): Permite la unión covalente de los residuos precursores que forman la cadena peptídica, similar al dominio ACP de las PKS.[66]
- Condensación: Cataliza la reacción de condensación entre los residuos mediante enlaces amida, o en ocasiones especiales, por enlaces éster.[67]

Los dominios accesorios de las NRPSs pueden ser de varios tipos:
- Epimerización (E): Invierten la configuración de los residuos.[68]
- Metil-transferasa dependiente de S-adenosil-metionina (MT): Responden a residuos N-metilados.[69]
- Ciclación (Cy) y/u oxidación (Ox): Se utilizan al unir residuos de cisteína, serina o treonina ciclados.[70]
- Dominio de terminación (TE): Marca el final de la elongación de la cadena.[71]

Al igual que en las PKSs, la cantidad de módulos y el tipo y organización de los dominios determinan la estructura final del péptido.

### Péptidos ribosomalmente sintetizados y modificados post-traduccionalmente (RIPPs)

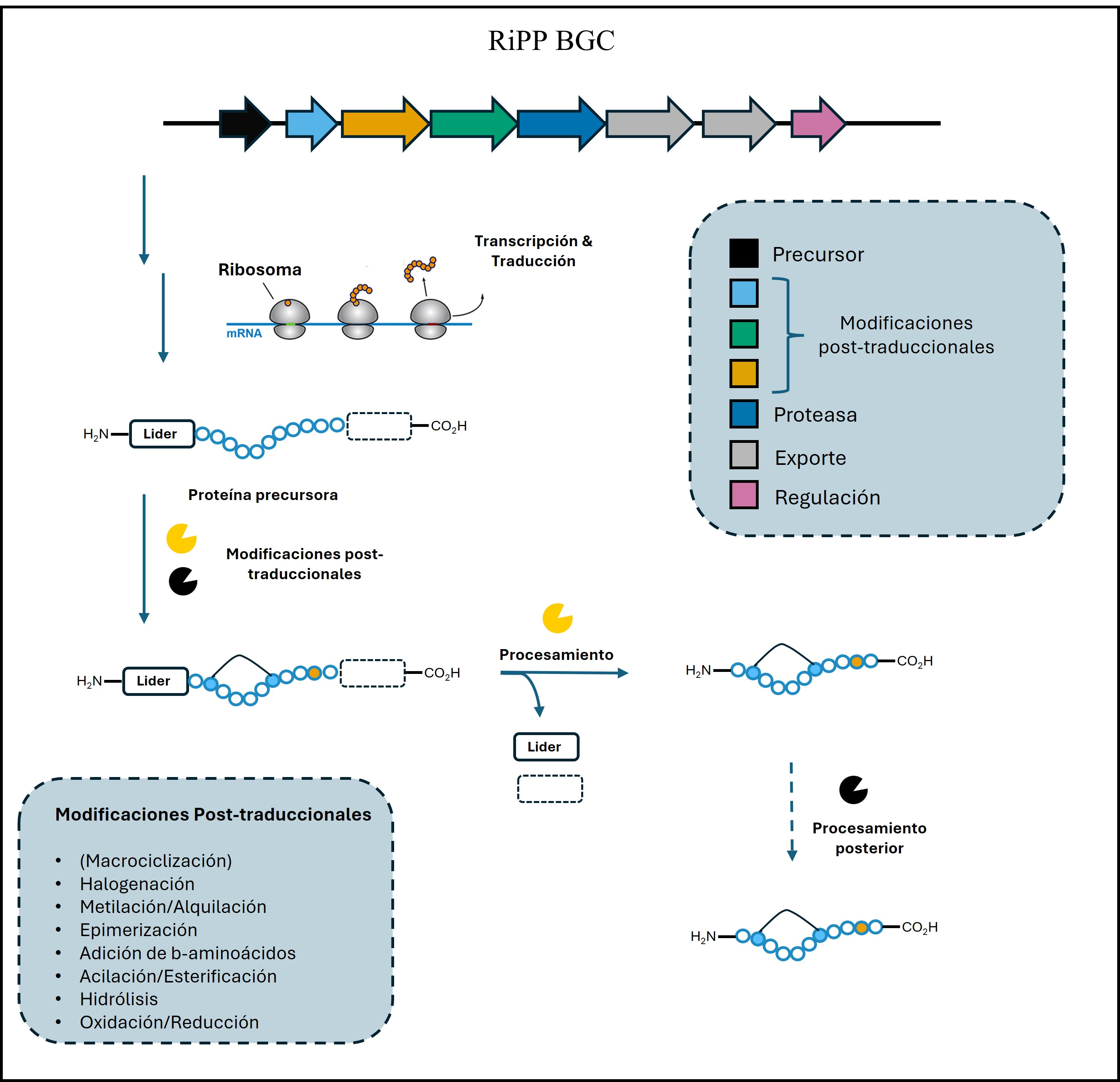
Descripción general de la biosíntesis canónica de un RiPP

Se trata de moléculas naturales cuya estructura se caracteriza por una cadena peptídica policíclica. En esta estructura, los aminoácidos están unidos mediante enlaces tioéter, formando uniones tipo meso-lantionina (Lan) y (2S, 3S, 6R)-3-metil-lantionina (MeLan). Los RIPPs más destacados son los lantipéptidos, que se encuentran en diversas formas de vida y son especialmente relevantes debido a su actividad antibiótica. Algunos ejemplos conocidos incluyen la nisina (utilizada en la preservación de alimentos), la actagardina (empleada para tratar infecciones de Clostridium difficile), la duramicina (usada en el tratamiento de la fibrosis quística) y las bacteriocinas utilizadas en la agricultura.
La biosíntesis de los lantipéptidos comienza con la transcripción y traducción ribosomal de un gen estructural llamado LanA. A partir de este proceso, se obtiene un péptido precursor lineal. Este precursor se divide en dos partes: el péptido líder y el péptido central.
- El péptido líder, que corresponde a la porción N-terminal del precursor, no sufre modificaciones post-traduccionales ni se une al producto final. Sin embargo, desempeña un papel crucial en la correcta ejecución de las modificaciones del péptido central y en su transporte dentro de la célula.[78]
- El péptido central, que es la porción C-terminal del precursor, se transforma en el lantipéptido final después de las modificaciones y la eliminación del péptido líder.[78]

Los lantipéptidos, a pesar de estar compuestos por los 20 aminoácidos proteinogénicos, alcanzan gran diversidad gracias a las modificaciones post-traduccionales (PTMs). Algunas de las PTMs más comunes incluyen la hetero- o macrociclación, deshidratación, acilación, glicosilación, halogenación, prenilación y epimerización. Estas modificaciones son esenciales para ampliar la variedad de estas moléculas, de hecho, según el tipo de enzimas de modificación postraduccional que contienen los BGCs de RIPPs, éstos se dividen en cuatro clases.

### Terpenos
Los terpenos son compuestos orgánicos que se encuentran principalmente en plantas, hongos y algunas bacterias. Están formados por unidades de isopentenil-difosfato (IPP) y dimetilalil difosfato (DMAPP). Algunos ejemplos importantes de terpenos incluyen el carotenoide Isorenierateno, el antibiótico Pentalenolactona y el antitumoral Taxol.
En las bacterias, los precursores IPP y DMAPP se derivan de la ruta del metil-eritritol fosfato.
La síntesis de terpenos comienza con la formación de una cadena lineal a partir de IPP y DMAPP. Luego, muchos terpenos experimentan ciclaciones, que pueden reorganizar su estructura o incluso eliminar algunos carbonos. Adicionalmente, los BGCs de terpenos pueden incluir enzimas de metilación, hidroxilación o glicosilación, lo que modifica su estructura y amplía la diversidad de estas moléculas.

## Estrategias para la predicción de grupos de genes biosintéticos
Existen herramientas que facilitan la predicción de las actividades biosintéticas en secuencias genómicas a través de diversos flujos de trabajo computacionales. Los principios generales de los algoritmos de búsqueda de BGC implican el desarrollo de algoritmos de búsquedas de BGC, como la búsqueda por similitud de secuencias mediante alineadores, redes de similitud, aprendizaje profundo y análisis filogenómicos.

### antiSMASH (antibiotics & Secondary Metabolite Analysis Shell)
antiSMASH es una herramienta para la extracción automatizada de datos genómicos capaz de identificar BGCs de muy diversas clases biosintéticas. Su versatilidad y su interfaz gráfica fácil de usar han convertido a antiSMASH en el software más preciso y utilizado para la minería genómica de NPs en bacterias.

#### Funcionamiento
antiSMASH encuentra BGCs en un genoma objetivo buscando genes y dominios que sean homólogos a los de modelos cuidadosamente entrenados. Todos los genes del genoma de referencia se evalúan en un proceso basado en modelos ocultos de Márkov, que identifica grupos de genes dentro de secuencias génicas que codifican metabolitos secundarios de todas las clases químicas conocidas. Después de identificar todos los genes homólogos en el genoma de referencia, se aplican reglas predefinidas para agruparlos en regiones genómicas individuales. Estos grupos se establecen según la familia de BGCs a la que son más similares. Estos grupos potenciales se amplían posteriormente agregando más genes río arriba y río abajo, siguiendo reglas de expansión específicas de cada familia. Esto se hace para garantizar que el BGC previsto sea lo más completo posible.
Dado que no existe un método automatizado para predecir con precisión los límites de los grupos de genes (con excepción del algoritmo CASSIS, exclusivo para genomas de hongos que pueden detectar genes corregulados), los BGC predichos por antiSMASH se muestran y etiquetan como regiones, para reflejar el hecho de que los límites de BGC son solo compensaciones definidas en las reglas de detección de clústeres, y es posible que se hayan omitido partes conservadas de ellos. Junto con el proceso de detección de BGCs, el proceso de antiSMASH integra varios módulos especializados, como los utilizados para predecir los dominios AT en PKS y los dominios A en NRPS, para proporcionar un análisis más profundo de cada BGC predicho. Una vez que se identifican las regiones del BGC, antiSMASH compara las regiones biosintéticas del genoma con el resto de BGCs en la base de datos de antiSMASH y te da un resultado de dichos análisis.

### BioCat
BioCat, un método para encontrar grupos de genes biosintéticos que pueden producir un péptido no ribosómico específico cuando ya se conoce la estructura del péptido, en una base de datos de NRPs curada. Con ayuda un método bioinformático llamado PSSM (Matriz de Puntuación Post-Específica) que sirve para representar la conservación de aminoácidos en un alineamiento de secuencias de proteínas y se utiliza comúnmente para predecir la estructura de proteínas, función y alineamiento de secuencias, mejorando la calidad del alineamiento.

## Comparación y agrupamiento de BGC por similitud
Existen herramientas bioinformaticas cuyo objetivo es comparar por similitud decenas, centenas o en algunos en el rango de millones de BGCs con fines de predecir y caracterizar grupos o familias de BGCs y sus capacidad bioquímicas. 
Programas como BiG-SLICEy DeepBGC pueden agrupar BGCs en GCFs, que son secuencias de BGCs homólogas agrupadas en familias de clústeres de genes que utilizan diferentes formas de agrupamiento. 
Las GCFs producen diferentes metabolitos. Estos conjuntos producen biomoléculas que ofrecen ventajas ecológicas y fisiológicas al linaje bacteriano que las produce. La presencia o ausencia de BGCs en un genoma puede asociarse con los nichos ecológicos y microambientes que enfrenta el linaje. Para comparar las capacidades metabólicas de un conjunto diverso de linajes bacterianos, se puede comparar la identidad de los BGCs homólogos, que comparten una arquitectura de dominio similar y producen un metabolito similar. 
BiG-SCAPE, una herramienta que compara todos los BGC detectados por antiSMASH para determinar la relación que existe entre ellos y las agrupa mediante redes de similitud. Proporciona un enfoque para analizar y comprender la diversidad de los grupos de genes biosintéticos. BiG-SCAPE busca dominios Pfam en las secuencias de proteínas de cada BGC. Las redes de similitud de secuencias de BGCs pueden analizarse rápidamente e interactivamente con Big-Scape. Big-Scape se ha utilizado para analizar conjuntos de datos de BGC de gran tamaño.
BiG-SLiCE y BiG-FAM son herramientas diseñadas para comparar la diversidad metabólica de linajes bacterianos codificados en BGCs incluso al tratar con conjuntos de datos grandes. 

## La evolución como generadora de innovación química
La evolución ha llevado a la generación de nuevas rutas metabólicas, y por tanto a NPs nuevos con diferentes estructuras químicas y actividades biológicas. Al estudiar las relaciones evolutivas entre los BGCs y analizar su diversidad genética y estructural, podemos explorar la posibilidad de orientarnos hacia el descubrimiento de NPs con nuevas propiedades. Adicionalmente, la comprensión de estas relaciones evolutivas nos permite identificar BGCs crípticos (no identificados) y silentes (identificados pero que no se expresan).  Esto, a su vez, contribuye al diseño y entrenamiento de mejores herramientas de bioinformática, ya que las herramientas clásicas utilizadas para predecir genes biosintéticos a menudo fallan al intentar descubrir química nueva en los sistemas biosintéticos.

### Descifrando el rompecabezas evolutivo del metabolismo especializado
Para comprender la evolución del metabolismo de los NPs es importante reconocer que los términos "metabolismo primario" y "metabolismo secundario” pueden generar confusión. Esto se debe a la falta de bases teóricas sólidas y universales para dividir el metabolismo en tales categorías.  Uno de las motivos, subyace en la naturaleza misma de la evolución, ya que los procesos evolutivos que actúan en todas las rutas metabólicas, tienen un efecto diferencial debido a la interacción entre las diversas fuerzas evolutivas en cada uno de los organismos. 
Se han propuesto varios modelos para explicar la diversificación del metabolismo moderno. Por ejemplo, Horowitz propuso un escenario de retroevolución para el anabolismo en 1945. Cordon amplió estos conceptos para el catabolismo en 1990. Además, Ycas y Jensen sugirieron que las actividades catalíticas promiscuas proporcionaban una ventaja selectiva y eran reclutadas para realizar nuevas funciones. Esto condujo a un mosaico de enzimas homólogas dispersas en las diferentes vías del metabolismo, conocido como la hipótesis del mosaico.
Otra hipótesis interesante es la hipótesis de la concha de Morowitz. Según esta idea, la complejidad metabólica actual evolucionó a través del reclutamiento de elementos presentes en etapas anteriores del metabolismo. Se construyeron capas de complejidad metabólica, siendo las más recientes las que contienen funciones enzimáticas más diversas y de reciente evolución. Las capas internas, en cambio, albergan reacciones metabólicas ancestrales y universales. El metabolismo de los NPs representa la última capa de complejidad metabólica y ha surgido recientemente del repertorio de enzimas presentes en el metabolismo central.
A partir de ahí y con la debida experimentación de por medio, se consolidó la tesis de que los productos naturales provienen de un metabolismo secundario, y por tanto especializado. Es por eso que a los productos naturales también se les conoce como metabolitos secundarios o más apropiadamente, metabolitos especializados. En una ruta biosintética especializada, como la de los antibióticos por ejemplo, todas las enzimas que realizan conversiones químicas tienen un ancestro en el metabolismo central, que es la química fundamental compartida por todos los seres vivos. Estas rutas biosintéticas especializadas, evolutivamente más recientes que las rutas del metabolismo central, ilustran cómo los organismos han desarrollado mecanismos químicos adaptativos para interactuar y adaptarse a su entorno; los aromas y colores en las plantas o algunas adaptaciones bioquímicas en los microorganismos, son ejemplo de ello.
Aunque a menudo se asume que la duplicación de genes es el mecanismo principal para la expansión de la complejidad metabólica, la adquisición horizontal de genes que realizan la misma función enzimática (xenólogos) también puede lograr el mismo efecto. Estudios recientes han demostrado que en los procariotas, la transferencia horizontal de genes es el principal mecanismo de expansión de las familias de proteínas y de la innovación adaptativa.
Adicionalmente, existen otras formas de expandir y diversificar el metabolismo. La redundancia funcional en el metabolismo puede lograrse también mediante la adquisición de genes que codifican enzimas análogas (ortólogos funcionales), lo que se conoce como redundancia no homóloga. Por ejemplo, las deshidroquinato deshidratasas de tipo I y II catalizan la misma conversión de sustratos y productos, pero utilizan diferentes estrategias químicas y tienen estructuras proteicas distintas.
Por otro lado, no debemos pasar por alto la abundancia de atajos metabólicos y rutas alternativas en la evolución de nuevas funciones enzimáticas. La presencia de vías alternativas y redundantes también libera presiones de selección. Estas vías pueden producir productos metabólicos idénticos o equivalentes y amortiguar el impacto de mutaciones a manera de salvavidas evolutivo y al mismo tiempo generar variantes enzimáticas promiscuas que sirvan de trampolines de diversificación.

#### Minería genómica con perspectiva evolutiva (Evolutionary genome mining)
Existen algoritmospara la búsqueda de química nueva basados en las relaciones evolutivas entre las secuencias génicas que conforman un BGC, así como también la búsqueda de variación en vecindades genomicas de genes clave en la biosíntesis, entre los más importantes y efectivos podemos mencional EvoMining y CORASON.

#### EvoMining

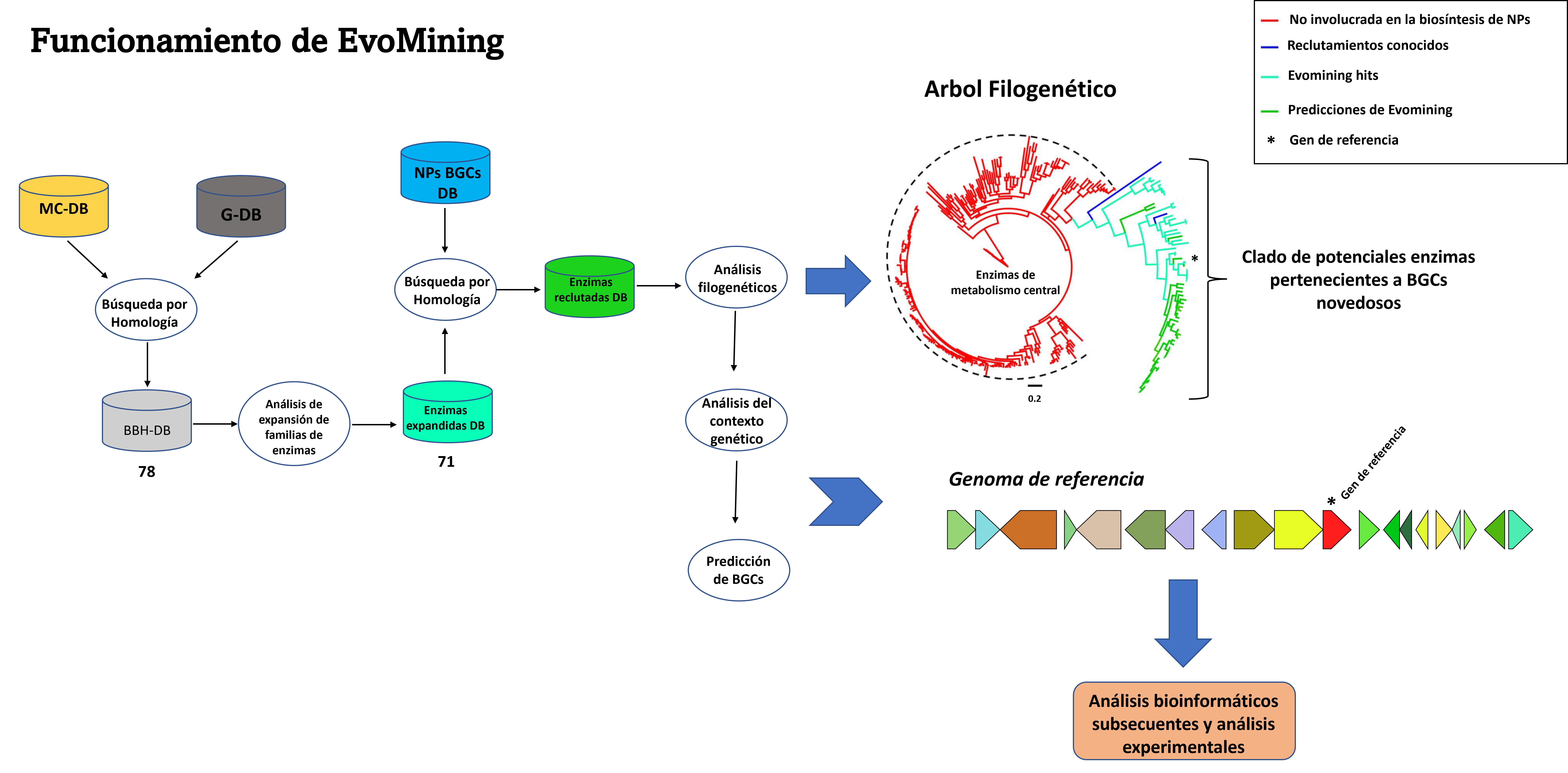
Flujo de trabajo de EvoMining para la identificación de nuevos BGCs.

EvoMining es una herramienta con un enfoque innovador que combina la búsqueda enzimática, con reconstrucciones filogenéticas y análisis de los contextos genómicos. Su objetivo es descubrir nuevas vías biosintéticas de NP con actividades biológicas interesantes. Esta herramienta se centra en bacterias, aprovechando el hecho de que sus BGCs tienden a agruparse en el cromosoma. La singularidad de EvoMining radica en su enfoque evolutivo. En lugar de basarse únicamente en similitudes de secuencias, EvoMining sigue principios evolutivos, lo que resulta en predicciones químicas imparciales y verdaderamente novedosas.

##### Funcionamiento
EvoMining busca expansiones en las familias génicas que pueden haber evolucionado desde el metabolismo conservado hacia un metabolismo especializado. Construye árboles filogenéticos basados en copias de proteínas en una base de datos genómica, diferenciando entre el metabolismo conservado, los conjuntos de genes biosintéticos de NP descubiertos y las copias de proteínas predichas por antiSMASH.
EvoMining utiliza tres bases de datos para su funcionamiento:
- Base de datos de genomas (G-DB): Contiene secuencias genómicas de los organismos en los que se realizará la búsqueda. Es la base sobre la cual se ejecuta el análisis.
- Base de datos de enzimas del metabolismo central (CE-DB): Contiene secuencias de enzimas centrales. Estas enzimas se comparan con las del G-DB para detectar expansiones enzimáticas (como parálogos o xenólogos). Es crucial integrar cuidadosamente el CE-DB solo con enzimas metabólicas centrales para evitar falsos positivos.
- Base de datos de productos naturales (NP-DB): Contiene información sobre NPs. Se integra según las necesidades del estudio.

La diversidad del G-DB es fundamental. Cuanto más diverso sea, más fuentes de secuencias de organismos se deben utilizar para identificar expansiones enzimáticas reales. Además, el CE-DB puede estar compuesto por una o más familias de enzimas, dependiendo de los objetivos de la investigación. La consideración del tamaño de la base de datos es crucial para anticipar el número de familias de enzimas y el número de organismos fuente.
La NP-DB que utilizamos en nuestros análisis de minería del genoma es la base de datos MIBiG (Minimum Information about a Biosynthetic Gene cluster). MIBiG es una base de datos de acceso abierto en línea que contiene anotaciones experimentales y metadatos sobre grupos de genes biosintéticos y sus productos moleculares. Esta base de datos nos ayuda a identificar las expansiones enzimáticas detectadas en etapas anteriores que fueron reclutadas por un metabolismo especializado y forman parte de un BGC conocido.
Además, es necesaria la utilización de antiSMASH para comparar los datos derivados de las identificaciones de expansión. La herramienta antiSMASH está diseñada para buscar y predecir posibles BGC basándose en el enfoque clásico de minería genómica.
Una vez que encontramos las expansiones genéticas en la CE-DB, identificamos las enzimas expandidas que han sido reclutadas. EvoMining construye un árbol filogenético con todas las secuencias ortólogas encontradas en la G-DB. Esto permite visualizar la historia evolutiva de una determinada familia de enzimas. EvoMining también utiliza un código de colores en el árbol para representar diferentes categorías de enzimas:
- Enzimas centrales (Rojo)
- Enzimas centrales de referencia contenidas en nuestro CE-DB (Naranja)
- Enzimas expandidas reclutadas para el metabolismo especializado según la base de datos MI-BiG (Azul)
- Enzimas expandidas potencialmente reclutadas para el metabolismo especializado según la base de datos antiSMASH (Cian)
- Enzimas expandidas filogenéticamente cerca de las ramas azules que no fueron reconocidas en la base de datos MI-BiG o antiSMASH (Verde).

#### CORASON  (CORe Analysis of Synthetic Orthologs to prioritize Natural product-biosynthetic gene clusters)
CORASON es una herramienta bioinformatica visual escrita en Perl que compara e identifica grupos de genes bacterianos que comparten un núcleo genómico común en una base de datos de genomas de fácil manejo y reconstruye, a partir de ello, filogenias de estos grupos para explorar sus relaciones evolutivas. CORASON se desarrolló para encontrar y priorizar grupos de genes biosintéticos, sin embargo, su funcionamiento va más allá, ya que permite investigar sistemáticamente todos los genes de un cluster hasta identificar el núcleo génico conservado para generar inferencias e hipótesis evolutivas. 

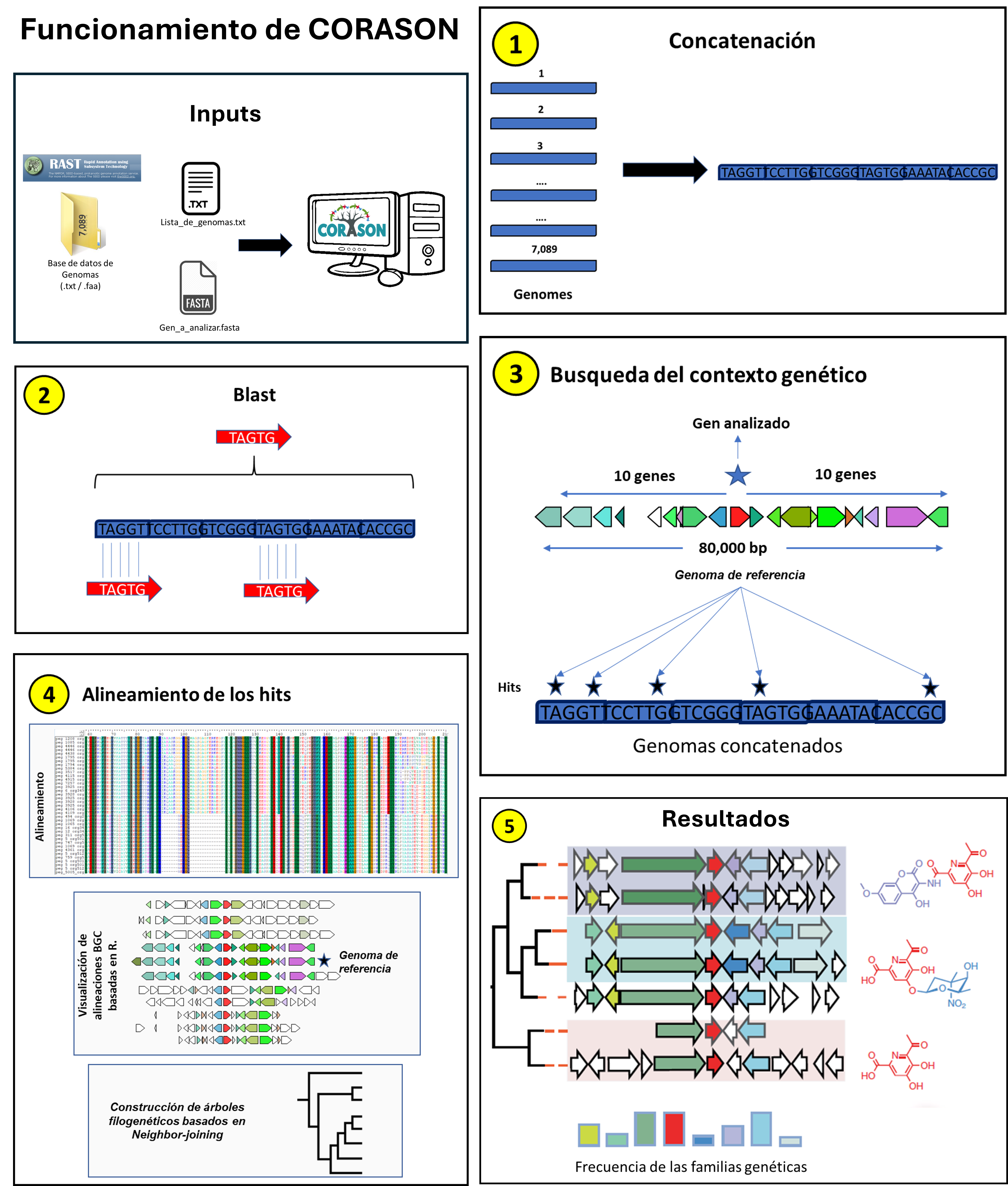
Funcionamiento de CORASON

Aunque habitualmente se utiliza en un contexto de metabolismo secundario (BGCs), este software se puede utilizar para cualquier tipo de clusters, y es esta misma característica la que lo hace especialmente útil para el descubrimiento de NPs novedosos, ya que no está restringido a firmas genéticas específicas de BGCs canónicos. En su lugar, el usuario tiene la libertad de elegir cualquier enzima dentro de un contexto genómico de referencia para buscar patrones de sintenia lo que permite desentrañar BGCs novedosos. Por lo tanto, es importante tener en cuenta que los genomas o secuencias que carezcan de un gen del núcleo de genes conservados definido por el usuario, se perderán. Dada esta lógica de procesamiento, es crucial elegir cuidadosamente el núcleo génico conservado, que viene determinado por la ventana de análisis filogenómico: lo que se conserva entre algunos organismos puede no conservarse para otros organismos estrechamente relacionados. Además, se recomienda evitar los genes PKS o NRPS aunque estén conservados, ya que sus familias de enzimas asociadas están sobrerrepresentadas en los genomas bacterianos, incluida su conocida multiplicidad modular, lo que lleva a resultados confusos (por ejemplo, una falsa duplicidad de BGCs dentro de un genoma). En su lugar, se recomienda utilizar genes que codifican enzimas de dominio único, de familias enzimáticas con miembros relativamente limitados.

#### Funcionamiento
Para utilizar CORASON, el usuario debe proporcionar el BGC a analizar, predefinir el núcleo de genes conservados y reunir una base de datos de genomas anotados. A continuación, CORASON busca los genes conservados en cada genoma y, una vez encontrado un homólogo, la búsqueda se amplía a su vecindad, para encontrar homólogos existentes del resto de los genes del BGC de la consulta. Si hay al menos un resultado adicional, el BGC putativo se considera un resultado (hit) y el programa lo guarda. En caso contrario, se descarta. Una vez encontrada cada coincidencia, se alinean todos los homólogos de los genes conservados y se construye un árbol filogenético del BGC completo. La salida de CORASON consiste en dicha filogenia, y en cada punta del árbol se dibuja la vecindad genómica. Los genes que son homólogos en todos los BGC identificados se colorean de forma similar, lo que facilita la inspección visual del resultado.

## Bases de datos empleadas durante la minería genómica
Las bases de datos de minería de genoma son colecciones de información genética sobre diversos organismos, incluidos humanos y plantas, que almacenan metadatos sobre genes y secuencias genéticas. Entre las principales podemos mencionar: MIBiG, antiSMASH-DB y NP-Atlas. 

### MIBiG (Minimum Information about a Biosynthetic Gene cluster)

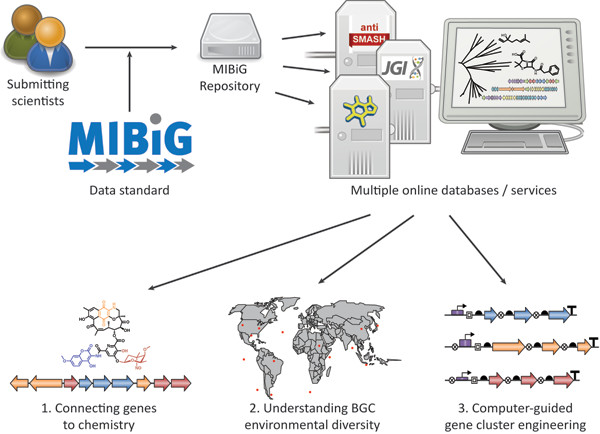
Integración de la base de datos de MIBiG con otros recursos bioinformaticos.

MIBiG es una base de datos que facilita el depósito y la recuperación de datos consistentes y sistemáticos de grupos de genes biosintéticos. Proporciona un estándar comunitario para anotaciones y metadatos sobre grupos de genes biosintéticos y sus productos moleculares, permitiendo a las generaciones futuras investigar la biosíntesis, la química y la ecología de metabolitos bioactivos secundarios socialmente relevantes, guiados por evidencia experimental y componentes de metadatos. 

#### Organización y funcionamiento[119][121]
- Recopilación de datos: MIBiG recopila datos de literatura científica, bases de datos genómicas y otras fuentes para almacenar información útil sobre grupos de genes biosintéticos. Esto incluye detalles sobre los genes involucrados, las estructuras químicas de los productos y cualquier actividad biológica asociada.
- Estandarización: MIBiG sigue un formato estandarizado, conocido como estándar MIBiG, para organizar y presentar los datos. Esto garantiza la coherencia y facilita las comparaciones entre diferentes grupos de genes.
- Anotación: la base de datos anota los genes dentro de cada grupo de genes biosintéticos, identificando sus funciones y roles en la vía biosintética.
- Accesibilidad: MIBiG es de libre acceso para los investigadores y la comunidad científica. Proporciona funciones de búsqueda y navegación, lo que permite a los usuarios explorar la base de datos y recuperar información sobre grupos de genes específicos o de NPs.
- Integración: MIBiG puede integrarse con otros recursos y bases de datos bioinformáticos, lo que permite a los usuarios comparar información y recopilar información adicional.
- Actualizaciones: la base de datos se actualiza periódicamente a medida que surgen nuevos hallazgos de investigación, lo que garantiza que siga siendo un recurso valioso y actualizado para los investigadores en el campo del descubrimiento de NPs y la biosíntesis.

MIBiG contiene miles de entradas que representan diferentes grupos de genes biosintéticos de una amplia gama de organismos, incluidas bacterias, hongos y plantas. Cada entrada corresponde a un grupo de genes único involucrado en la biosíntesis de un NP específico. La base de datos cubre una amplia gama de vías biosintéticas, incluidas las responsables de la producción de antibióticos, antifúngicos, agentes anticancerígenos, inmunosupresores y otros compuestos bioactivos. Cada entrada en MIBiG incluye anotaciones detalladas de los genes dentro del grupo de genes biosintéticos. Estas anotaciones proporcionan información sobre las funciones de genes individuales, sus productos proteicos previstos, sus funciones en la vía biosintética, así como información sobre las estructuras químicas de los NPs producidos por cada BGC. Esto incluye detalles sobre las estructuras base de los compuestos, así como cualquier modificación o derivatización que pueda ocurrir durante la biosíntesis.
Muchas entradas en MIBiG incluyen información sobre las actividades biológicas de los NPs, como sus propiedades antimicrobianas, anticancerígenas o antivirales. Esta información es valiosa para comprender las posibles aplicaciones farmacológicas de estos compuestos.
Adicionalmente, cada entrada en MIBiG está vinculada a la literatura científica de la que se derivó la información. Esto permite a los usuarios acceder a los artículos de investigación originales para un análisis y verificación más profundos de los datos, teniendo la posibilidad de informar de posibles errores durante la actualización de la base de datos. 

### AntiSMASH DB
La base de datos de AntiSMASH proporciona una colección actualizada de datos anotados de BGC, lo que permite un análisis sencillo entre genomas y proporciona consultas complejas sobre conjuntos de secuencias.

### NP-Atlas (Natural Products Atlas)
La base de datos NP-Atlas (Natural Products Atlas) es un recurso que proporciona información completa sobre NPs de bacterias y hongos principalmente. Su objetivo es facilitar la investigación en el descubrimiento de NPs, su biosíntesis y posibles aplicaciones biotecnológicas.

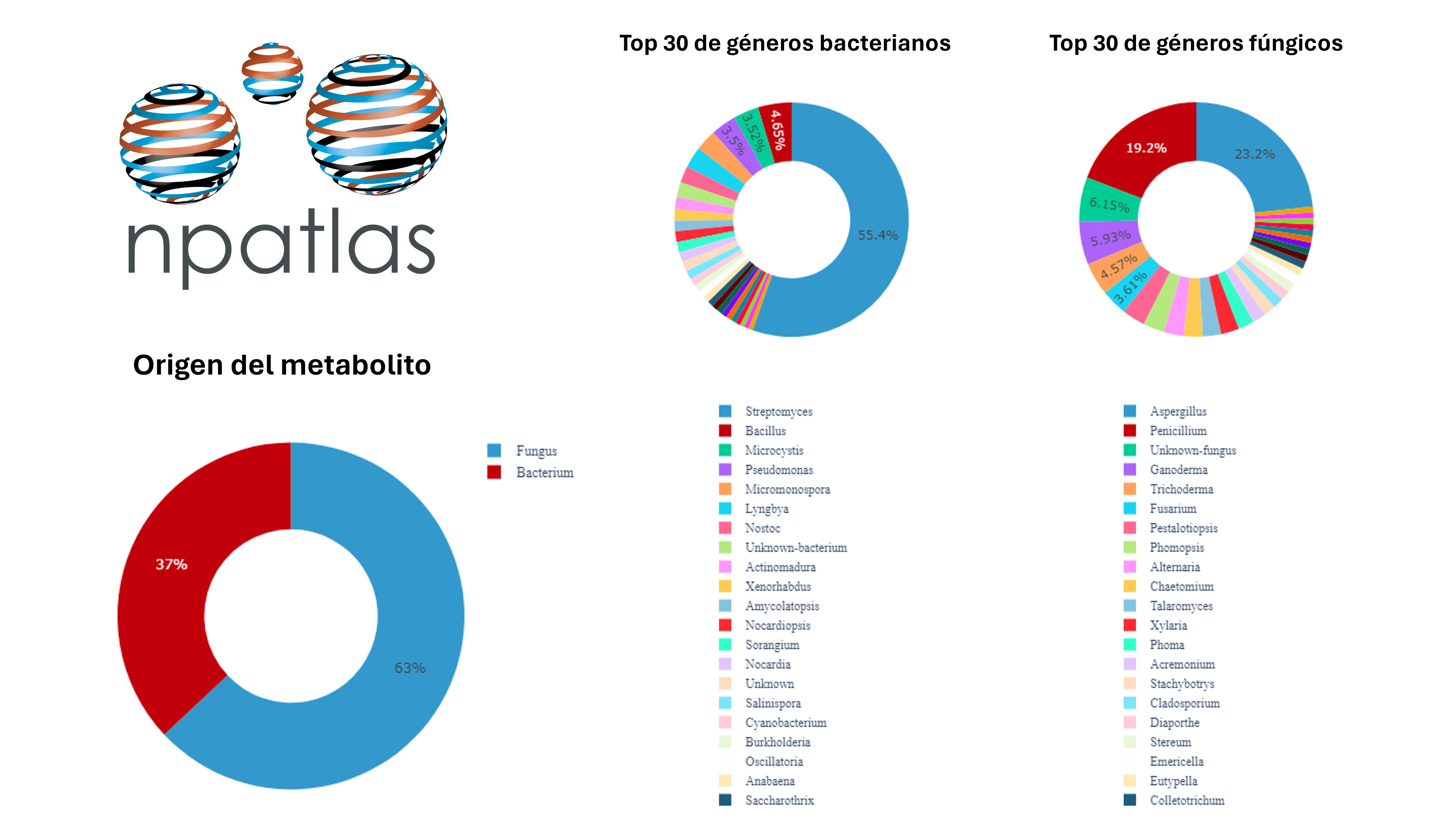
Distribución del origen de los metabolitos contenidos en el NP-Atlas

#### Organización y funcionamiento
- Recopilación de datos: NP-Atlas recopila datos relacionados con los metabolitos secundarios producidos por bacterias, hongos, y algunas arqueas, incluyendo literatura científica, bases de datos públicas y estudios experimentales. Recopila información sobre sus actividades biológicas y todo lo relacionado con sus estructuras químicas tal como fórmulas, peso molecular y cualquier información relacionada obtenida por métodos cromatográficos y de resonancia magnética nuclear.
- Estandarización e integración de datos: NP-Atlas integra datos de múltiples fuentes para proporcionar una visión integral de los NPs y los organismos productores. Esto se lleva a cabo mediante el seguimiento de formatos y ontologías estandarizados para organizar y presentar los datos recopilados, lo que garantiza la coherencia y la interoperabilidad con otros recursos bioinformáticos como por ejemplo MIBiG.[119][123]
- Herramientas de visualización: la base de datos puede ofrecer herramientas de visualización para ayudar a los usuarios a explorar y analizar los datos. Incluye diagramas de las diversas estructuras moleculares de NPs y representaciones en red de las relaciones químicas entre ellos.
- Funcionalidad de búsqueda y navegación: NP-Atlas proporciona tres criterios de búsqueda y navegación, para explorar la base de datos: estructura química, actividad biológica y origen taxonómico.
- Accesibilidad: Normalmente se puede acceder a NP-Atlas en línea a través de una interfaz web,[124] lo que lo pone a disposición de los investigadores y la comunidad científica de todo el mundo. Los usuarios pueden acceder a la base de datos de forma gratuita y pueden descargar datos para su posterior análisis o integración en sus propios proyectos de investigación.
- Actualizaciones: la base de datos se actualiza periódicamente para incorporar nuevos datos y resultados de investigaciones. Esto garantiza que la información proporcionada por NP-Atlas permanezca actualizada.

#### Herramientas adicionales
NP-Atlas ofrece otras herramientas relacionadas con la búsqueda de nuevos metabolitos secundarios mediante el uso de la metabolómica y podemos clasificarlos en dos tipos de herramientas: 
- Espectrometría de masas (SNAP-MS): En este rubro podemos mencionar herramientas para selección de picos cromatográficos, alineación espectral así como para la detección de características variadas. Una de las herramientas más útiles durante análisis metabolómicos que ofrece el sitio, es SNAP-MS (Structural similarity Network Annotation Platform for Mass Spectrometry).[125] SNAP-MS es una herramienta computacional diseñada para ayudar en la desreplicación (proceso de identificar compuestos conocidos en una mezcla) y el esclarecimiento estructural (determinar la estructura química de compuestos desconocidos) de NPs utilizando datos experimentales de espectrometría de masas. La herramienta compara los datos de espectrometría de masas de compuestos desconocidos con una base de datos de NPs conocidos almacenados en NP-Atlas. Al hacer coincidir los espectros de masas y los patrones de fragmentación, SNAP-MS puede identificar rápidamente compuestos conocidos presentes en la muestra, lo que permite la desreplicación. Para compuestos que no se encuentran en la base de datos o que son estructuralmente desconocidos, SNAP-MS ayuda en el proceso de elucidación estructural. Utiliza algoritmos y métodos computacionales para analizar los patrones de fragmentación y proponer estructuras candidatas para los compuestos desconocidos basándose en los espectros de masas observados. Finalmente SNAP-MS incorpora técnicas de análisis de redes para evaluar la similitud estructural y las relaciones entre productos naturales. Al construir redes basadas en características estructurales y datos de espectrometría de masas, puede identificar grupos de compuestos estructuralmente relacionados e inferir relaciones biosintéticas.
- Quimio-informáticas. Estas herramientas se utilizan para analizar estructuras químicas, predecir propiedades químicas y realizar búsquedas de similitudes. Entre estas se incluyen herramientas para dibujar estructuras químicas, buscar subestructuras y acoplar moléculas.

Actualmente, en la base de datos de NP-Atlas (v2024_03) hay un total de 36,395 compuestos; de los cuales 13,453 compuestos provienen de 392 géneros bacterianos y 22942 provienen de 854 géneros fungicos. El análisis de redes de similitud estructural global de todas estas moléculas esta contenida en 10505 clústeres y 6990 nodos.

## Uso de Inteligencia artificial en la Minería Genómica
En los últimos años, el uso de la inteligencia artificial (IA) en la minería genómica ha ganado terreno. Las técnicas de IA, como el aprendizaje automático y el aprendizaje profundo, se aplican cada vez más para analizar grandes cantidades de datos genómicos y predecir la presencia de moléculas pertenecientes a nuevas clases químicas.
Una ventaja clave de la IA en la minería del genoma es su capacidad para procesar y analizar eficientemente grandes conjuntos de datos, lo que permite a los investigadores descubrir patrones y relaciones ocultas dentro de las secuencias genómicas. Al aprovechar los algoritmos de IA, los científicos pueden identificar genes responsables de la síntesis de moléculas bioactivas, predecir sus estructuras químicas e incluso diseñar organismos para producir compuestos novedosos. La IA también ayuda a priorizar objetivos potenciales para su validación experimental, acelerando así el proceso de descubrimiento de fármacos. Al reducir el espacio de búsqueda y centrarse en los candidatos más prometedores, es posible agilizar la identificación de nuevos andamios químicos con potencial terapéutico.

### DeepBGC
La herramienta computacional DeepBGC utiliza el principio del aprendizaje profundo para predecir y clasificar BGCs en genomas microbianos.

#### Funcionamiento:[126][127]
- Recogida de datos: DeepBGC comienza reuniendo un gran conjunto de datos de genomas microbianos anotados. Estos genomas han sido previamente estudiados y anotados para identificar BGC conocidos y sus compuestos bioactivos asociados.
- Extracción de características: DeepBGC extrae varias características de las secuencias genómicas, como secuencias de genes, posiciones de genes, motivos de secuencias y otra información genómica relevante. Estas características proporcionan datos de entrada para el modelo de aprendizaje profundo.
- Modelo de aprendizaje profundo: DeepBGC utiliza una arquitectura de red neuronal profunda, como redes neuronales convolucionales (CNN) o redes neuronales recurrentes (RNN), para aprender los patrones y características de los BGCs a partir de las características de entrada. El modelo se entrena en el conjunto de datos anotados, donde aprende a diferenciar entre las regiones genómicas que contienen BGC y las que no.
- Entrenamiento: Durante la fase de entrenamiento, el modelo de aprendizaje profundo se alimenta con datos etiquetados, en los que se conoce la presencia o ausencia de BGCs. El modelo ajusta sus parámetros internos mediante retropropagación y descenso de gradiente para minimizar el error de predicción.
- Predicción: Una vez entrenado, DeepBGC puede utilizarse para predecir BGC en genomas microbianos nuevos y desconocidos. El modelo analiza las características de estos genomas y asigna probabilidades a cada región genómica, indicando la probabilidad de que contenga un BGC.
- Evaluación: El rendimiento de DeepBGC se evalúa utilizando métricas como la precisión, la recuperación y la puntuación F1, que miden la exactitud de las predicciones de BGC en comparación con las anotaciones reales obtenidas durante la recogida de datos.

### PRISM (PRediction Informatics for Secondary Metabolomes)
El algoritmo PRISM (PRediction Informatics for Secondary Metabolomes) es una aplicación web de código abierto para predecir las estructuras químicas de NPs codificados genéticamente a partir de secuencias de genomas microbianos. Combina técnicas bioinformáticas y quimioinformáticas para identificar y analizar BGCs responsables de la producción de NPs.
PRISM se introdujo en 2015 como una aplicación Java y un servidor web para predecir la estructura química de NRPs y PKs de tipo I y II.

#### Funcionamiento:[128][129][130]
- Análisis del genoma: PRISM comienza analizando las secuencias del genoma microbiano para identificar posibles BGC.
- Predicción y anotación de genes: El algoritmo predice y anota genes dentro de los potenciales BGCs identificados. Este paso implica la identificación de marcos de lectura abiertos (ORF) y la predicción de sus funciones basándose en la similitud de la secuencia con genes y dominios proteicos conocidos.
- Clasificación de BGCs: PRISM clasifica los BGC identificados en diferentes tipos basándose en los tipos de NPs que se prevé que produzcan. Estos pueden incluir policétidos, péptidos no ribosomales, terpenos y otros. La clasificación ayuda a priorizar los BGC para su posterior análisis.
- Predicción de estructuras químicas: Mediante una combinación de enfoques bioinformáticos y quimioinformáticos, PRISM predice las estructuras químicas de los NPs codificados por los BGC identificados. Esto implica predecir los andamiajes químicos, las enzimas modificadoras y otros pasos biosintéticos implicados en el ensamblaje del producto final.
- Comparación con compuestos conocidos: PRISM compara las estructuras químicas predichas con NPs conocidos disponibles en bases de datos como PubChem, ChemSpider y otras. Esta comparación ayuda a identificar similitudes y diferencias entre los compuestos predichos y los conocidos, ayudando a priorizar nuevos compuestos para su validación experimental.
- Visualización y análisis: Las estructuras químicas predichas y la información genómica asociada se visualizan y analizan utilizando diversas herramientas y técnicas. Esto permite a los investigadores explorar la diversidad de NPs predichos dentro de los genomas microbianos y priorizar los BGC para su validación experimental en función de su novedad, bioactividad potencial y otros criterios.